# ブーン・ケン駅
ブーン・ケン駅（NE9:Boon Keng MRT Station）は、シンガポールにある、MRT北東線の地下駅。

## 駅構造
島式1面2線のホームを持つ駅。
| A | ■北東線 | ハーバー・フロント方面 |
| B | ■北東線 | プンゴル方面           |

## 歴史
- 2003年6月20日 開業